# 竹内寿太郎

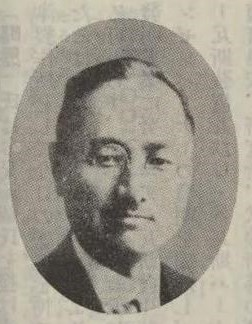
竹内寿太郎

竹内 寿太郎（たけうち としたろう、1892年11月9日 - 1974年3月25日）は、日本の電気工学者。
東京市出身。1913年（大正2年）に東京工業学校を卒業し、1914年から1917年までイギリスに留学し、1924年に工学博士の学位を受けた。1937年時点で明電舎の取締役兼技師長や東京工業大学の講師を務めていた。
1949年（昭和24年）に東京電機大学が発足すると当大学の教授に就任し、1951年（昭和26年）に大学内に電動力応用研究所を創立し所長となった。
1967年（昭和42年）に紫綬褒章、1969年（昭和44年）に勲四等旭日小綬章を受章。

## 特許・実用新案
- 特許第35390号 籠型誘導電動機起動装置
- 特許第97424号 光電池
- 特許第98668号 遮断装置
- 特許第101838号 高周波電流誘出装置
- 実用新案第184536号 電気機の有歯鉄心
- 実用新案第182372号 電気時計の指時調整装置
- 実用新案第189866号 「ピエゾ」電気振動装置